# Lasioglossum nymphale
Lasioglossum nymphale är en biart som först beskrevs av Smith 1853. Den ingår i släktet smalbin och familjen vägbin. Arten förekommer i östra USA.

## Beskrivning
Ett litet bi med grönt huvud och mellankropp, medan bakkroppen är gulorange hos honan, rödbrun hos hanen, ibland med mörka innerkanter på tergiterna hos båda könen. Mandiblerna, labrum och övre halvan av clypeus är gulbruna till gulaktiga. Vingarna är halvgenomskinliga med ljust brungula ribbor. Vingbaserna är brungula till gula hos honan, rödbruna hos hanen. Benen är bruna med gulbruna fötter. Behåringen är vitaktig och tämligen gles, utom på den nedre delen av hanens ansikte, där den kan vara tillräckligt tät för att dölja kroppsytan. Honan är 4 till knappt 5 mm lång med en vinglängd på knappt 3 mm; motsvarande värden för hanen är en kroppslängd på knappt 4 till drygt 4 mm, och en vinglängd som honan.

## Utbredning
Lasioglossum nymphale är vanlig i östra USA från Virginia i norr över North och South Carolina samt Georgia till Florida, och från Florida västerut till södra Alabama och södra Mississippi. Troliga fynd finns även från Michigan, Kansas och Texas.

## Ekologi
Arten föredrar större, sandiga områden, även om kustnära sanddyner vanligtvis är för begränsade till storleken. Den är polylektisk, den flyger till blommor från många familjer, som kransblommiga växter likt Clinopodium ashei (släktet bergmyntor), och rosväxter likt hallonsläktet, men den besöker även blommor från korgblommiga växter, kaktusväxter, korsblommiga växter, ljungväxter, törelväxter, ärtväxter, bokväxter, portlakväxter och brakvedsväxter. Flygtiden är från mars till oktober, hela året om i Florida.